# Шодард
Шода́рд (фр. Chaudardes) — коммуна во Франции, находится в регионе Пикардия. Департамент коммуны — Эна. Входит в состав кантона Гиньикур. Округ коммуны — Лан.
Код INSEE коммуны — 02171.

## Население
Население коммуны на 2010 год составляло 88 человек.
| 1962 | 1968 | 1975 | 1982 | 1990 | 1999 | 2010 |
| ---- | ---- | ---- | ---- | ---- | ---- | ---- |
| 73   | 62   | 54   | 46   | 68   | 82   | 88   |

## Экономика
В 2010 году среди 59 человек трудоспособного возраста (15—64 лет) 46 были экономически активными, 13 — неактивными (показатель активности — 78,0 %, в 1999 году было 70,0 %). Из 46 активных жителей работали 43 человека (23 мужчины и 20 женщин), безработных было 3 (1 мужчина и 2 женщины). Среди 13 неактивных 8 человек были учениками или студентами, 2 — пенсионерами, 3 были неактивными по другим причинам.